# Citharoceps
Genre
Citharoceps est un genre d'araignées aranéomorphes de la famille des Segestriidae.

## Distribution
Les espèces de ce genre se rencontrent au Mexique et aux États-Unis.

## Liste des espèces
Selon World Spider Catalog (version 16.0, 08/05/2015) :
- Citharoceps cruzana (Chamberlin & Ivie, 1935)
- Citharoceps fidicina Chamberlin, 1924

## Publication originale
- Chamberlin, 1924 : The spider fauna of the shores and islands of the Gulf of California. Proceedings of the California Academy of Sciences, sér. 4, vol. 12, p. 561-694 (texte intégral).